# Spisak interkontinentalnih balističkih raketa
Ovaj članak je o listi interkontinentalnih balističkih projektila koje su razvile različite zemlje. Za uporednu listu interkontinentalnih balističkih projektila, pogledajte Poređenje ICBM-a .
Ovo je lista interkontinentalnih balističkih raketa koje su razvile različite zemlje.

## Rusija
Specifični tipovi ruskih ICBM uključuju:

### Aktivne
- R-36M2 Voevoda / SS-18 Satan
- UR-100N 15A30 / SS-19 Stiletto
- RT-2PM Topol / 15Zh58 / SS-25 Sickle
- RT-2PM2 Topol-M / SS-27 / RS12M1 / RS12M2
- RS-24 Yars: MIRV-opremljena.
- R-29R SS-N-18 Stingray
- R-29RK SS-N-18 Stingray Mod 2
- R-29RL MIRV-opremljen/SS-N-18 Stingray Mod 3
- R-29RM MIRV-opremljen/SS-N-23 Skiff
- R-29RMU Sineva MIRV-opremljen/SS-N-23 Sineva mode 2
- R-29RMU2 MIRV-opremljen/SS-N-23 Liner
- RSM-56 Bulava MIRV-opremljen/SS-NX-30
- RS-28 Sarmat / SS-X-30 Satan 2

### Neaktivne
- R-7 Semyorka / 8K71 / SS-6 Sapwood: Sputnjikova varijanta ove rakete je prvi put korišćena za lansiranje Sputnjika 1 u oktobru 1957. Derivati se i danas koriste, pre svega kao lanser za lansiranje Sojuza i svemirske letelice Progres. Međunarodna svemirska stanica.
- R-16 SS-7 Saddler
- R-9 Desna / SS-8 Sasin
- R-36 SS-9 Scarp. Prva ruska MIRV raketa
- UR-100 8K84 / SS-11 Sego
- RT-2 8K98 / SS-13 Savage
- MR-UR-100 Sotka / 15A15/ SS-17 Spanker
- RT-23 Molodets / SS-24 Scalpel
- R-29 SS-N-8 Sawfly
- R-39 Rif SS-N-20 Sturgeon

## Indija
- Surya missile : Interkontinentalno-balistička raketa, balistička raketa na površinsko baziranje, na čvrsto i tečno gorivo, 12.000—16.000 km (7.500—9.900 mi) [1] sa MIRV sposobnošću.
- Agni-VI : Drumski i železnički mobilni ICBM, baziran na silosu, 8.000—12.000 km (5.000—7.500 mi) sa MIRV-ovima [2][3][4]
- Agni-V : 2012, drumski i železnički mobilni ICBM, baziran na silosu, [5] 5.500—8.000 km (3.400—5.000 mi).[6] [7]
- K-5 SLBM: porinuta podmornica, 5.000—5.500 km (3.100—3.400 mi).[8] [9] [10]
- K-6 SLBM: Lansirana sa podmornica, 6.000—8.000 km (3.700—5.000 mi) sa MIRV-ovima [11][9]

## Sjedinjene Američke Države

### Aktivne
- Minuteman-III (LGM-30G): Jedini kopneni ICBM u upotrebi u Sjedinjenim Državama. Prva MIRV ( Multiple Independentli Targetable Reentri Vehicle ) projektil.
- Trident II (UGM-133): Lansirana sa podmornice.

### Neaktivne
- Atlas (SM-65, CGM-16): Bivša raketa ICBM lansirana iz silosa, raketa je modifikovana i korišćena 1962-1963 za četiri leta Mercuri-Atlas sa posadom, i korišćena je zajedno sa gornjim stepenom Agena ili Centaur, kao satelit srednjeg dizanja i lanser interplanetarne sonde za NASA i USAF-a. Originalni dizajn, sa „balonskim rezervoarima“ i „1,5 stepenom motora“, od tada je povučen i zamenjen Atlasom V, koji ima unutrašnju strukturu sličnu Titan ICBM, ali koristi konvencionalno gorivo.
- Titan I (SM-68, HGM-25A): Baziran u podzemnim lansirnim kompleksima. Korišćena LOKS/RP-1 pogonska goriva poput Atlasa, ali uskladištena u konvencionalnim rezervoarima.
- Titan II (SM-68B, LGM-25C): Nekadašnja ICBM sa hipergoličnim gorivom lansirana iz silosa, raketa je korišćena 1965-1966 za deset letova Geminija sa posadom, a njeno dvostepeno jezgro je modifikovano u Titan III i Titan IV rakete. Svi modeli Titan II, III i IV su od tada penzionisani.
- Minuteman I (SM-80, LGM-30A/B, HSM-80)
- Minuteman II (LGM-30F)
- LGM-118 Peacekeeper / MX (LGM-118A): Baziran na silosu, sa testiranim šinama; povučen u septembru 2005
- Midgetman: Drumski mobilni lanser; nikada nije bio u funkciji, otkazan 1992. godine

### U razvoju
- LGM-35 Sentinel, koji je u razvoju od strane Northrop Grumman-a 2020. godine, trebalo bi da bude uveden počevši od 2027. kako bi zamenio Minuteman III.

## Kina
DF (Dong Feng or East Wind) su ICBM-e na kopnu.
- DF-5, DF-5A and DF-5B (CSS-4): baziran na silosu, 12.000—15.000 km (7.500—9.300 mi),[12] MIRV - 3 do 8
- DF-41 (CSS-X-10): 2017, drumski, maksimalno 12.000—15.000 km (7.500—9.300 mi) [12]
- JL-3 SLBM: 2018, porinuta podmornica, 12.000 km (7.500 mi) [13]
- JL-2 SLBM: 2005, porinuta podmornica, 7.400—8.000 km (4.600—5.000 mi) [14]
- DF-31 (CSS-9): 2006, drumski, 7.250—8.000 km (4.500—4.970 mi)
- DF-4 (CSS-3): 1975, baziran na silosu, 5.500 km (3.400 mi) [12]
- DF-31B: 2015, drumski pokret, nepoznat domet i MIRV sposobnost.

## Francuska
Blizina Francuske Rusiji činila je samo balističke rakete srednjeg dometa i balističke rakete koje se lansiraju sa podmornica neophodnim za strateško odvraćanje, dok su manje bojeve glave korišćene kao bombe sa slobodnim padom i na krstareće rakete lansirane iz vazduha ili balističke rakete kratkog dometa ( Pluton i Hades ).

### Aktivne
Francuska sada raspoređuje samo balističke rakete lansirane sa podmornica, sa svim IRBM-ovima na kopnu koji su povučeni iz upotrebe u septembru 1996. Francusko ratno vazduhoplovstvo i francuska mornarica zadržavaju krstareće rakete sa nuklearnim bojevim glavama ( ASMP-A ) koje nose avioni kako bi ispunile stratešku ulogu (taktička oružja koje se koristi kao "krajnje upozorenje" pre pokretanja sveobuhvatnog strateškog udara).
- M45 SLBM (postepeno penzionisan)
- M51 SLBM (tri varijante: M51.1 iz 2010; M51.2 iz 2015; M51.3 projektovan od 2025 pa nadalje)

### Neaktivne
- S2 IRBM
- S3 IRBM
- M4 SLBM

## Izrael
- Jericho III je drumska pokretna ICBM koja je ušla u upotrebu 2008. godine, trostepena raketa na čvrsto gorivo, nosivosti od 1.000—1.300 kg (2.200—2.900 lb) sa dometom od 4.800—11.500 km (3.000—7.100 mi). [15] [16] U novembru 2011. Izrael je uspešno testirao ICBM za koji se veruje da je nadograđena verzija Jericho III. [17]

## Severna Koreja
- Hwasong-16
- Hwasong-15
- Hwasong-14 je aktivna [18]
- Hwasong-13 (KN-08)

## Balističke rakete interkontinentalnog dometa lansirane sa podmornica
- Američka mornarica trenutno ima raspoređeno 18 podmornica klase Ohajo, od kojih su 14 označene kao SSBN i naoružane sa po 24 Trident II SLBM-a, za ukupno 288 projektila Trident II opremljenih sa 1.152 MIRV nuklearnih bojevim glavama.
- Ruska mornarica trenutno ima raspoređeno 14 SSBN , uključujući 3 podmornice klase Delta III , 6 podmornica klase Delta IV , 1 podmornicu klase Tajfun i 4 podmornice klase Borei. [19]  Rakete uključuju R-29R SLBM, R-29RMU Sineva / R-29RMU2 Liner SLBM sa MIRV bojevim glavama i Bulava SLBM sa MIRV bojevim glavama.
- Kraljevska mornarica Ujedinjenog Kraljevstva ima četiri SSBN-a klase Vanguard, od kojih je svaki naoružan sa 16 SLBM Trident II sa MIRV bojevim glavama za ukupno 64 projektila Trident II i 225 nuklearnih bojevih glava.
- Francuska mornarica ima četiri SSBN-a klase Triomphant, svaki naoružan sa 16 SLBM-ova M45 sa nuklearnim bojevim glavama TN75 MIRV. Planirano je da M45 SLBM budu nadograđeni na M51.1 i M51.2 (očekuje se da će ući u upotrebu 2015. godine).
- Mornarica Narodnooslobodilačke armije Narodne Republike Kine ima pet SSBN tipa 094, svaki sa 12-16 JL-2 SLBM-ova.
- : Indija: 2011. godine otkriveno je da Indija razvija balističke rakete za lansiranje sa podmornica zasnovane na nekim varijantama serije Agni, porodice raketa koje će biti serija raketa na čvrsto gorivo koje se lansiraju sa podmornica. Raketa K-5, maksimalnog dometa od 6.000—8.000 km (3.700—5.000 mi) i nosivosti od 1 t (2.200 lb), je u razvoju od strane DRDO, što može biti SLBM verzija AGNI-VI (ICBM). [20] Indija, koja je završila razvoj svoje prve podmornice sa balističkim projektilima INS Arihant, navodno razvija najmanje četiri podmornice u Arihantu. [21]